# Parco floreale di Ashikaga
Il parco floreale di Ashikaga (あしかがフラワーパーク?, Ashikaga furawā pāku), noto anche come Ashikaga Flower Park, è un parco cittadino e orto botanico della città di Ashikaga.

## Storia

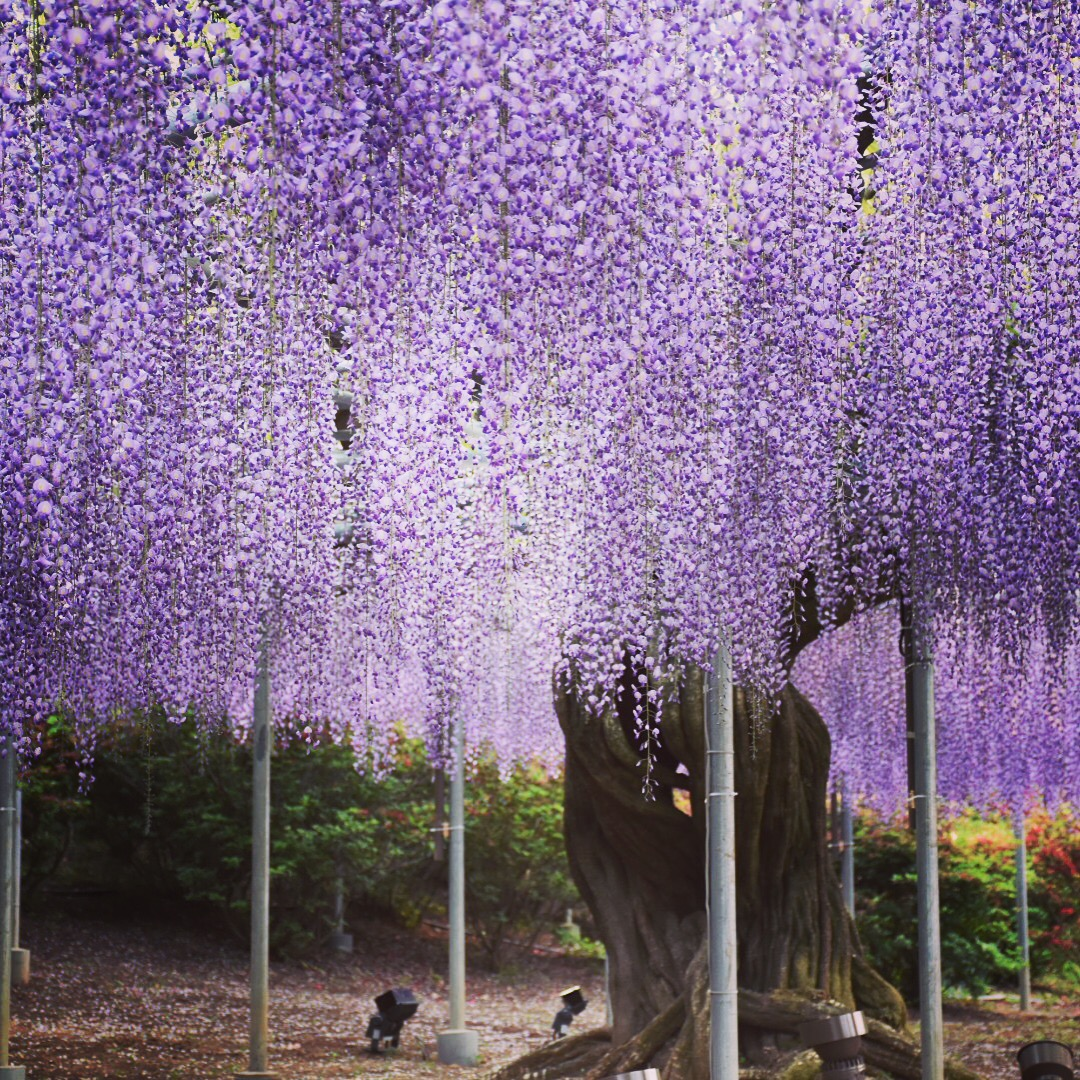
Uno dei glicini presenti nel parco

L'apertura ufficiale del parco, dell'ampiezza di quasi 100.000 metri quadrati, risale all'aprile 1997; un'area destinata agli alberi di glicine era comunque già presente a partire dal dopoguerra. Il parco è celebre per le numerose specie di glicine presenti al suo interno, alle quali – nel periodo della fioritura, compreso tra aprile e maggio – è dedicato anche un festival. I glicini sono visibili anche di notte, grazie ad alcuni appositi giochi di luce.
Nel 2014 il parco è stato inserito dalla CNN tra le dieci migliori destinazioni in cui recarsi, mentre nel 2016 è stato visitato da oltre 1.500.000 persone. Il parco è servito dalle stazioni di Ashikaga e Ashikaga Flower Park.